# 종로구청장
종로구청장은 서울특별시 종로구의 행정사무를 담당하는 지방관리관 상당의 선출직 공무원이다.

## 역대 종로구청장

### 관선(1956~1995)
| 대수   | 이름   | 임기                             | 비고                   |
| ------ | ------ | -------------------------------- | ---------------------- |
| 제1대  | 원근식 | 1956년 9월 17일~1959년 7월 22일  | 초대 종로구청장        |
| 제2대  | 이명세 | 1959년 7월 23일~1959년 8월 24일  |                        |
| 제3대  | 김원하 | 1959년 8월 25일~1963년 5월 27일  |                        |
| 제4대  | 김한상 | 1963년 5월 28일~1964년 1월 15일  |                        |
| 제5대  | 배성환 | 1964년 1월 16일~1964년 9월 8일   |                        |
| 제6대  | 박신흘 | 1964년 9월 9일~1965년 6월 18일   |                        |
| 제7대  | 정문현 | 1965년 6월 19일~1966년 3월 10일  |                        |
| 제8대  | 김만규 | 1966년 4월 15일~1968년 5월 20일  |                        |
| 제9대  | 이희춘 | 1968년 5월 21일~1969년 10월 10일 |                        |
| 제10대 | 서기석 | 1969년 11월 21일~1971년 6월 20일 |                        |
| 제11대 | 주용준 | 1971년 6월 21일~1971년 8월 26일  |                        |
| 제12대 | 안찬희 | 1971년 8월 27일~1973년 6월 30일  |                        |
| 제13대 | 이동춘 | 1973년 7월 1일~1974년 11월 14일  |                        |
| 제14대 | 도지훈 | 1974년 11월 15일~1975년 4월 24일 |                        |
| 제15대 | 김진원 | 1975년 4월 25일~1976년 5월 17일  |                        |
| 제16대 | 노건일 | 1976년 5월 18일~1978년 3월 3일   |                        |
| 제17대 | 손왈수 | 1978년 3월 4일~1979년 6월 21일   |                        |
| 제18대 | 김영만 | 1979년 6월 22일~1980년 7월 27일  |                        |
| 제19대 | 도재용 | 1980년 7월 28일~1981년 9월 10일  |                        |
| 제20대 | 정영섭 | 1981년 9월 11일~1982년 9월 9일   |                        |
| 제21대 | 김제량 | 1982년 9월 10일~1984년 1월 13일  |                        |
| 제22대 | 변의정 | 1984년 1월 14일~1986년 1월 13일  |                        |
| 제23대 | 배문환 | 1986년 1월 14일~1991년 7월 24일  |                        |
| 제24대 | 김진욱 | 1991년 7월 25일~1993년 3월 17일  |                        |
| 제25대 | 김동훈 | 1993년 3월 18일~1993년 12월 29일 |                        |
| 제26대 | 윤두영 | 1993년 12월 30일~1994년 12월 6일 |                        |
| 제27대 | 박형석 | 1994년 12월 7일~1995년 5월 12일  |                        |
| 제28대 | 전장하 | 1995년 5월 19일~1995년 6월 30일  | 관선 마지막 종로구청장 |

### 민선(1995~)
| 대수       | 이름   | 임기                             | 비고                 |
| ---------- | ------ | -------------------------------- | -------------------- |
| 제29대     | 정흥진 | 1995년 7월 1일~1998년 6월 30일   | 민선 1기             |
| 제30대     | 정흥진 | 1998년 7월 1일~2002년 2월 9일    | 민선2기 2002년 사퇴  |
| (권한대행) | 노장택 | 2002년 2월 10일~2002년 4월 13일  | 부구청장             |
| (대행)     | 이노근 | 2002년 4월 14일~2002년 6월 30일  | 민선 2기             |
| 제31대     | 김충용 | 2002년 7월 1일~2006년 6월 30일   | 민선 3기             |
| 제32대     | 김충용 | 2006년 7월 1일~2010년 6월 30일   | 민선 4기 재선        |
| 제33대     | 김영종 | 2010년 7월 1일~2014년 6월 30일   | 민선 5기             |
| 제34대     | 김영종 | 2014년 7월 1일~2018년 6월 30일   | 민선 6기 재선        |
| 제35대     | 김영종 | 2010년 7월 1일~2021년 11월 9일   | 민선 7기 2021년 사퇴 |
| (권한대행) | 강필영 | 2021년 11월 10일~2022년 6월 30일 | 부구청장             |
| 제36대     | 정문헌 | 2022년 7월 1일~                  | 민선 8기             |

## 같이 보기
- 종로구청장 선거